# Райнхард Баумгарт
Райнхард Баумгарт (на немски: Reinhard Baumgart) е германски белетрист, есеист и литературен критик,

## Биография и творчество
Райнхард Баумгарт е роден в Бреслау (днес Вроцлав) в семейството на лекар, което след края на Втората световна война е прогонено от родното си място.
Баумгарт следва история, германистика и англицистика в Мюнхен, Фрайбург и Глазгоу, където получава докторска степен с тезата „Ироничното и иронията в произведенията на Томас Ман“ (1953). Преподава немски език в Манчестър, а след това е редактор в мюнхенско издателство. Става член на литературното сдружение „Група 47“, чиито срещи посещава редовно по покана на основателя му, писателя Ханс Вернер Рихтер. През 1966 г. Баумгарт е гост-доцент по поетика във Франкфуртския университет, а от 1990 г. е професор по литературознание в Берлин. Създава си име като литературен критик и теоретик, но още първите му художествени творби привличат вниманието на читателите.

### Творчество
Романът на Райнхард Баумгарт „Градината на лъвовете“ (1961) внушава идеята, че краят на едно дело винаги носи чертите на началото на някое друго. А романът „Домашна музика. Немски семеен албум“ (1962), изграден от отделни разкази, анализира иронично душевното и интелектуално състояние на „порядъчния“ гражданин по времето на Третия райх. Афористичното повествователно майсторство на Баумгарт намира израз в сборника с дванадесет разказа „Броненосецът Потьомкин“ (1967). Следват романът „Ванфрид. Картини от един брак“ (1984), „Щастие и отломки. Три дълги истории, четири кратки“ (2002) и посмъртно публикуваната мемоарна творба „Някога. Един живот в Германия“ (2004).

### Влияние
Във франкфуртските си лекции, озаглавени „Изгледи за романа или има ли литературата бъдеще?“ (1968), Райнхард Баумгарт се противопоставя както на културно-политическите условия във ФРГ, така и на социалистическата книжовна продукция, като изразява убеждението си, че литературата не бива да бъде „идеологическо транспортно средство“.

### Награди и отличия
- 1983: Mitglied der Deutschen Akademie für Sprache und Dichtung
- 1985: „Културна награда „Силезия“ на провинция Долна Саксония“
- 1987: „Награда Йохан Хайнрих Мерк“ für literarische Kritik und Essay
- 1988: Adolf-Grimme-Preis mit Gold für Sommer in Lesmona
- 1991: „Награда Фридрих Меркер“ für Essayisten